# 김민태 (축구 선수)
김민태(金眠泰, 1993년 11월 26일 ~ )는 대한민국의 축구 선수로 포지션은 수비형 미드필더이다. 현 J1리그 쇼난 벨마레에서 뛰고 있다.

## 클럽팀 경력
광운대학교 졸업 후 2015 시즌을 앞두고 J1리그의 베갈타 센다이에 입단하였다. 베갈타 센다이에서 2시즌동안 27경기에 출전하였다.
2017시즌을 앞두고 홋카이도 콘사돌레 삿포로로 이적했다. 삿포로에서 4시즌동안 공식전 137경기에 출전하였다.
2021년 8월 13일, 나고야 그램퍼스로 임대 이적했다. 2021년 8월 15일 치러진 쇼난 벨마레와의 리그 경기에서 나고야 이적 후 첫 경기를 치렀다. 이 경기에서 김민태는 결승골을 득점해 팀의 1-0 승리에 기여했다.
2022시즌을 앞두고 가시마 앤틀러스에 입단했다.

## 국가대표팀 경력
2015년부터 신태용 감독이 이끄는 U-23 대표팀에 소집되었다.
김민태는 2016년 하계 올림픽에서는 예비 엔트리로 분류되었다. 하지만 최종 엔트리에 이름을 올렸던 송주훈이 발가락 골절 부상으로 불참하면서 7월 17일부로 대체 발탁되었다.

## 플레이 스타일
김민태는 186cm의 신장과 더불어 탄탄한 신체 조건을 바탕으로 한 빌드업 능력도 상당히 준수한 편에 속하며 주 포지션은 센터백이지만 가끔씩 수비형 미드필더로 기용될 때도 있었다.

## 수상

### 클럽
홋카이도 콘사돌레 삿포로
- J1리그 : 4위 (2018)
- J리그컵 : 준우승 (2019)